# Capadocio
Los Capadocio son un clan ficticio del juego de rol Vampiro: la mascarada. Este clan provenía de Medio Oriente, y estaba dedicado principalmente a la investigación de los secretos de la muerte. 
Para ser un clan en general muy pacífico, los Capadocios han sufrido dos grandes purgas internas:
1ª Purga: El fundador llamó a toda su progenie al Monasterio de Erciyes en la capadocia, y tras una serie de preguntas encierra mágicamente a la mayoría del clan en el sin posibilidad de supervivencia.
2ª Purga: Tras la traición de Augustus Giovanni (uno de los chiquillos del fundador) a su sire, este ordena la eliminación de todos los Capadocios que no fueran de la familia Giovanni. Este hecho origina el cambio de nombre del clan.
Entre las dos purgas, el fundador llegá al conocimiento que le permitiría diabolizar a Dios, y substituirle en el cielo. Por suerte para todos, su plan no llegó a tener éxito.

## Líneas de Sangre
Giovanni: Esta familia de ricos nigromantes venecianos dirigida por Augustus Giovanni, fue introducida en el clan en la Edad Media por el antediluviano en su plan por aumentar sus conocimientos sobre la muerte. Sin embargo, en el año 1444, Augustus traicionó a Cappadocius, cometió amaranto sobre él, y se convirtió en el nuevo antediluviano del clan. Los Giovanni comenzaron entonces una caza de sangre contra el resto de sus hermanos capadocios.
Lamias: Este culto de adoradoras de la madre oscura (Lilith), son una línea de sangre de vampiras guerreras que servían de guardaespaldas a sus hermanos capadocios, y que sufrieron al igual que ellos la purga Giovanni. Las Lamias poseían un beso extremadamente doloroso para sus víctimas, esa debilidad la heredaron los Giovanni cuando la última de ellas fue diabolizada.
Samedi: Los Samedi son una pequeña línea de sangre del Caribe. Su aspecto es el de cadáveres en descomposición. Este aspecto parece ser una versión más avanzada del defecto general de los capadocios. Se dedican al tráfico de información y favores, y practican una versión degenerada de la disciplina Mortis. Probablemente renieguen de su pasado Capadocio para evitar la purga Giovanni.
Heraldos de las Calaveras: Los Heraldos de las Calaveras son una pequeña línea de sangre de reciente aparición, que se abscribe al Sabbat. Al parecer su único objetivo es la venganza, y parece ser que son poderosos Capadocios que han regresado de más allá de las tierras de los muertos.
- Datos: Q8262505